# Arena Corinthians
L'Arena Corinthians è uno stadio della città di San Paolo nella zona di Itaquera. Terminati i Mondiali di Brasile 2014, da allora ospita le partite casalinghe del Corinthians, proprietario dell'impianto; ha preso il posto dell'Estádio do Pacaembu. 
Il nome dello stadio è Neo Quimica.

## Storia

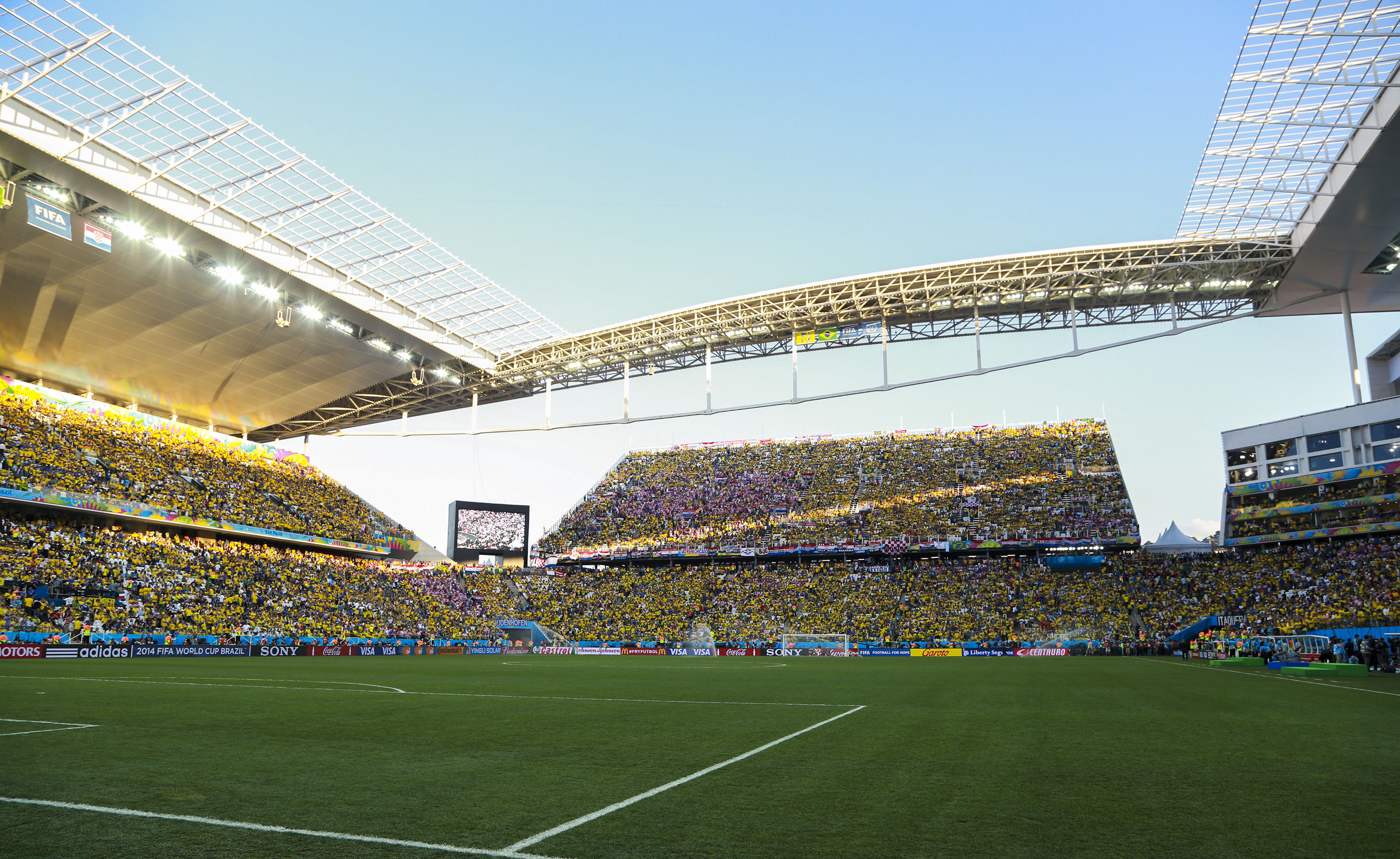
Vista interna

Lo stadio ha una capacità di 49 205 spettatori, che è stata aumentata di circa 20 000 posti (con tribune posticce, per un totale di oltre 68 000) per i mondiali di calcio 2014 durante i quali, oltre alla partita inaugurale, ospita tre partite della fase a gruppi, un ottavo di finale e una semifinale.
Il 27 novembre 2013 una parte della struttura metallica è crollata, causando la morte di tre operai al lavoro. Il 19 maggio 2014 è stato presentato e ha ospitato la prima gara ufficiale tra Corinthians e Figueirense (terminata 0-1).
Lo stadio ha il maxischermo più grande del mondo in ambito calcistico con 170 metri di larghezza e 20 metri di altezza ed è stato scelto come una delle sette sedi del Torneo Olimpico di Calcio dei Giochi della XXXI Olimpiade di Rio 2016.

## Incontri internazionali

### Coppa del Mondo FIFA 2014
| Data           | Orario (BRT) | Squadra numero 1 | Ris.              | Squadra numero 2 | Fase del torneo  | Spettatori |
| -------------- | ------------ | ---------------- | ----------------- | ---------------- | ---------------- | ---------- |
| 12 giugno 2014 | 17:00        | Brasile          | 3 – 1             | Croazia          | Girone A         | 62 103     |
| 19 giugno 2014 | 16:00        | Uruguay          | 2 – 1             | Inghilterra      | Girone D         | 62 575     |
| 23 giugno 2014 | 13:00        | Paesi Bassi      | 2 – 0             | Cile             | Girone B         | 62 996     |
| 26 giugno 2014 | 17:00        | Corea del Sud    | 0 – 1             | Belgio           | Girone H         | 61 397     |
| 1º luglio 2014 | 13:00        | Argentina        | 1 – 0             | Svizzera         | Ottavi di finale | 63 255     |
| 9 luglio 2014  | 17:00        | Paesi Bassi      | 0 – 0 (2 – 4 dcr) | Argentina        | Semifinali       | 63 267     |